# Guadalupe Buenavista, Puebla
Guadalupe Buenavista är en ort i Mexiko.   Den ligger i kommunen Guadalupe Victoria och delstaten Puebla, i den sydöstra delen av landet, 190 km öster om huvudstaden Mexico City. Guadalupe Buenavista ligger 2 357 meter över havet och antalet invånare är 302.
Terrängen runt Guadalupe Buenavista är kuperad åt nordost, men åt sydväst är den platt. Runt Guadalupe Buenavista är det ganska tätbefolkat, med 75 invånare per kvadratkilometer. Närmaste större samhälle är Tlanalapan, 16,3 km sydost om Guadalupe Buenavista. Omgivningarna runt Guadalupe Buenavista är en mosaik av jordbruksmark och naturlig växtlighet.